# Кейзер, Питер Дирксон

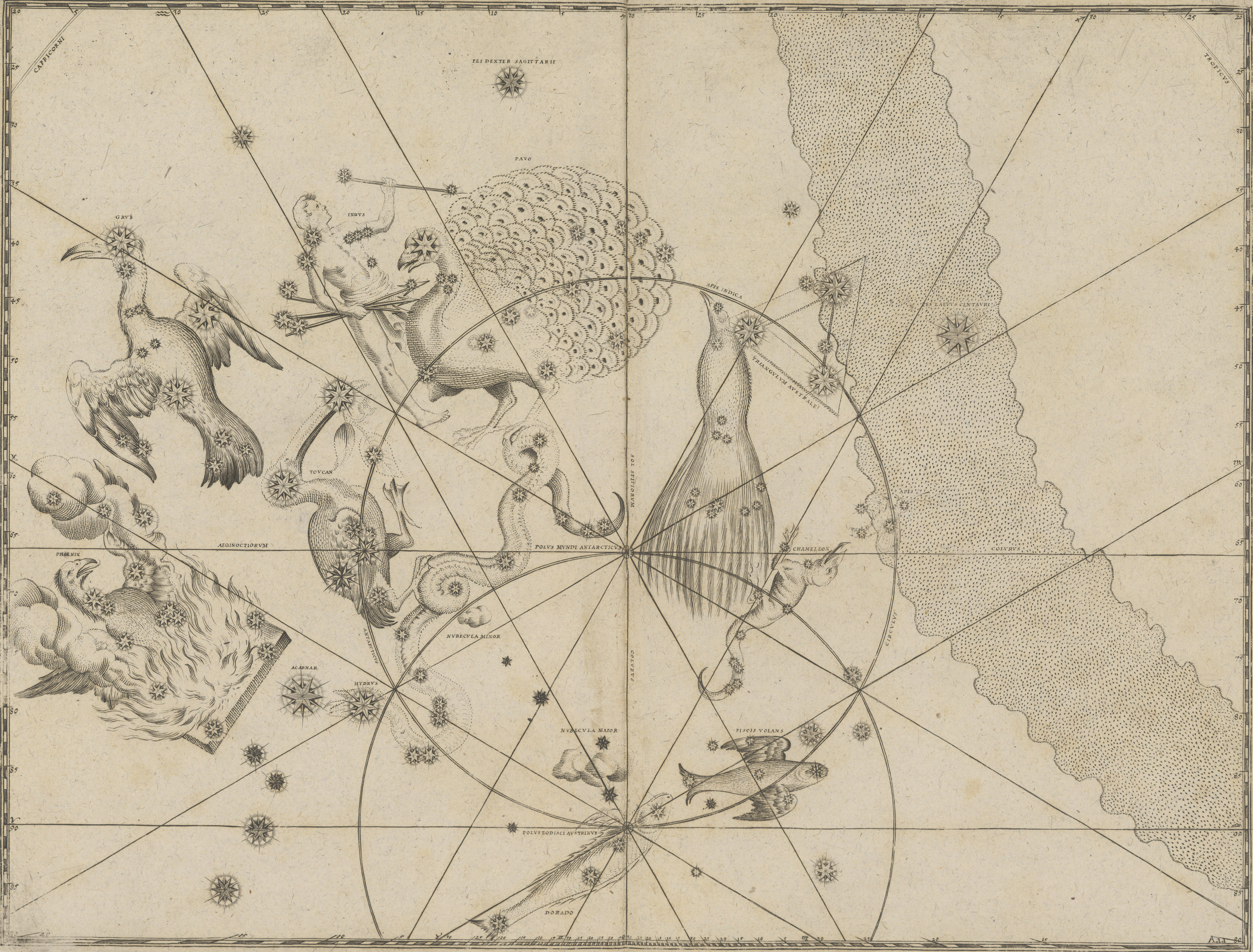
И.Байер, «Уранометрия», стр. 49 изд. 1661 года. Вид южного неба

Кейзер, Питер Дирксон (нид. Pieter Dirkszoon Keyser, лат. Petrus Theodorus, род. 1540г. Эмден - ум. 11 сентября 1596г. Бантам, Ява) - нидерландский мореплаватель, навигатор и астроном. Совместно с Фредериком де Хаутманом составил звёздную карту неба Южного полушария, на которую нанёс 12 новых созвездий. 

## Биография
О детстве и юности П. Кейзера мало что известно. В молодости принимал участие в морских экспедициях в Бразилию и к Новой Земле. В 1595 году, вместе с флотом, состоявшим из четырёх кораблей под командованием Корнелиса де Хаутмана, отплывает к Мадагаскару и дальше, в Ост-Индию (первая экспедиция Нидерландской Ост-Индской компании). Кейзер служит навигатором сперва на судне «Голландия», позднее - на «Маврикии». 
По поручению картографа Петера Планциуса, П. Кейзер проводил наблюдения ночного неба Южного полушария, о котором европейской науке в то время было мало что известно. Учёный взбирался по ночам на мачту, в наблюдательную корзину, из которой при помощи приборов, переданных ему П. Планциусом (по-видимому, астролябии), проводил свои измерения. В своей научной работе П. Кейзер имел поддержку младшего брата командора экспедиции, Фредерика де Хаутмана. 
Экспедиция Корнелиса де Хаутмана проходила крайне неблагоприятно. Из 249 человек, принявших в ней участие, на родину вернулись лишь 87 моряков. Большинство из них погибли в результате стычек с туземцами и скончались от болезней. Кейзер скончался в сентябре 1596 года, когда флотилия стояла у берегов Бантама на Яве. В 1597 году составленный им звёздный каталог был передан Ф. де Хаутманом П. Планциусу. В нём Кейзер и Хаутман описали 135 звёзд южного неба, составив из них 12 новых созвездий: Хамелеон, Золотая Рыба, Феникс, Индеец, Тукан, Райская Птица, Павлин, Журавль, Южная Гидра, Муха, Летучая Рыба, Южный Треугольник. 
Созвездия, обозначенные П. Кейзером - частично под иными названиями - впервые были отмечены на глобусе небесной сферы 1597/1598 П. Планциуса. Двумя годами позже они были указаны в работе Йодокуса Хондиуса, в 1602 году - Виллемом Блау. В 1603 они вновь были изучены во время второй экспедиции К.де Хаутмана в Южные моря. В том же 1603 году эти созвездия были включены Иоганном Байером в его небесный атлас Уранометрия. В настоящее время они включены в число 88 признанных наукой небесных созвездий. Кроме них, Кейзер указал также в своих наблюдениях положение таких известных уже созвездий, как Южная Корона, Южный Крест, Центавр, Жертвенник, Волк, Голубь (у него - De Duyve met den Olijftak (Голубь с оливковой ветвью)), Эридан (у Кейзера - Den Nyli (Нил)), а также хвост созвездия Скорпион. 
Записи наблюдений П. Кейзера вышли в 1627 году в форме таблиц в Tabulae Rudolfinae Иоганна Кеплера. Однако оригинальные чертежи, сделанные рукой учёного, не сохранились.